# Sögel
Sögel est une municipalité allemande du land de Basse-Saxe et l'arrondissement du Pays de l'Ems. En 2014, elle comptait 7 335 habitants.

## Histoire
La ville de Sögel fait l'objet d'intenses bombardements en avril 1945 lors des combats entre les troupes canadiennes et l'armée allemande. Après la prise de la ville, les habitants reviennent chercher ce qu'ils peuvent sauver des décombres, mais ils sont chassés par les troupes de la 4e division blindée canadienne : en représailles de la résistance des troupes allemandes auxquelles se seraient joints des civils, ce qui reste de la ville est détruit. Les maisons du centre-ville sont dynamitées et leurs ruines utilisées pour combler les routes afin de permettre aux chars d'avancer.

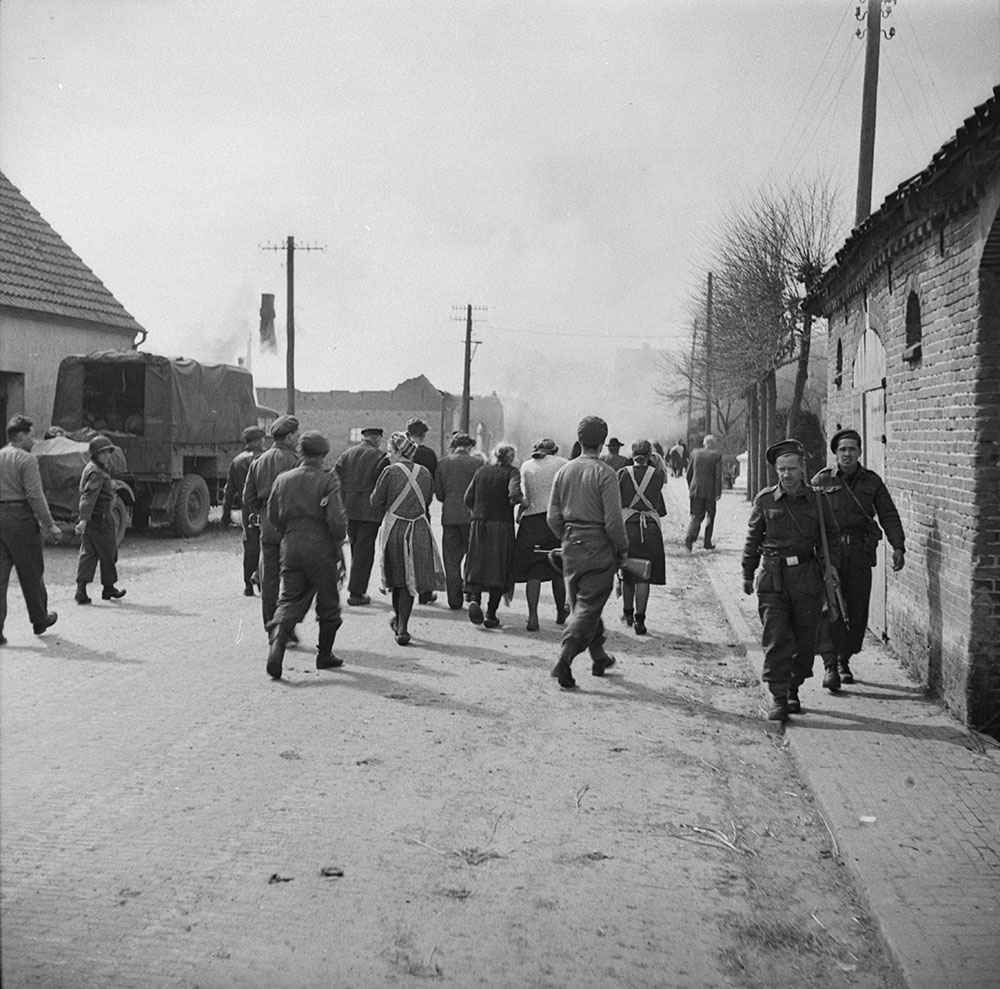
Expulsion des civils de Sögel, avant la destruction de la ville par les troupes canadiennes.

## Sources
- (de) Cet article est partiellement ou en totalité issu de l’article de Wikipédia en allemand intitulé « Sögel » (voir la liste des auteurs).

1. ↑  (en) Stephen J. Colombo, A Letter from Frank: The Second World War Through the Eyes of a Canadian Soldier and a German Paratrooper, Dundurn, 20 septembre 2011 (ISBN 978-1-4597-0088-8, lire en ligne)
2. 1 2  (en) Desmond Morton, « Christopher Vokes », dans The Canadian Encyclopedia, 2016